# Quelaines-Saint-Gault
Quelaines-Saint-Gault is een gemeente in het Franse departement Mayenne (regio Pays de la Loire). De plaats maakt deel uit van het arrondissement Château-Gontier. Quelaines-Saint-Gault telde op 1 januari 2022 2.141 inwoners.

## Geografie
De oppervlakte van Quelaines-Saint-Gault bedroeg op 1 januari 2022 42,25 vierkante kilometer; de bevolkingsdichtheid was toen 50,7 inwoners per km².

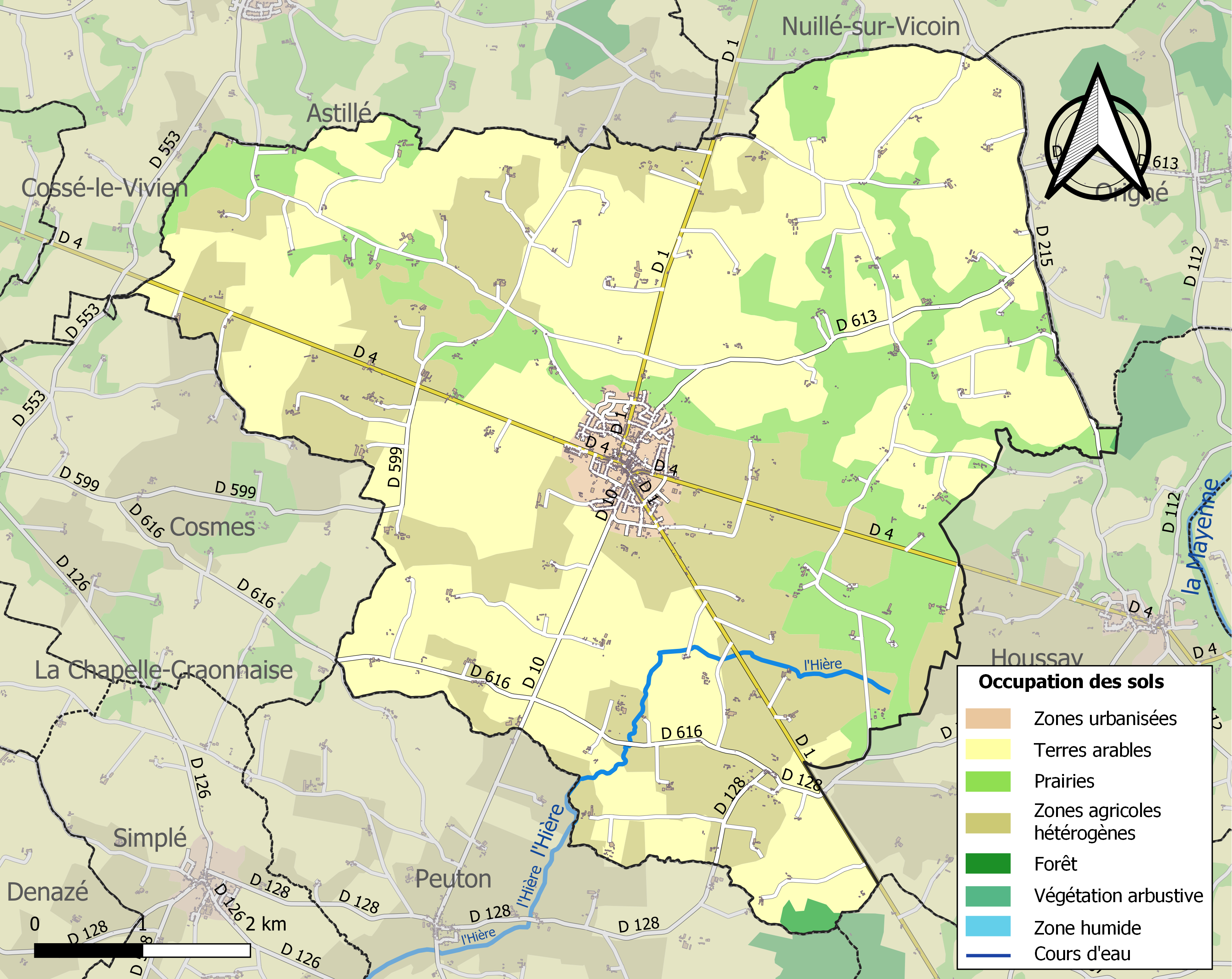
Kaart van de gemeente met de belangrijkste infrastructuur, bodemgebruik en omliggende gemeenten

## Demografie
Onderstaande figuur toont het verloop van het inwonertal (bron: INSEE-tellingen).